# 里卡多·薩莫拉
里卡多·薩莫拉·馬丁內斯（西班牙語：Ricardo Zamora Martínez，1901年1月21日—1978年9月8日），是一名前西班牙足球運動員和教練。他司職守門員，曾經為西班牙人、巴塞罗那和皇家馬德里效力。 他也代表加泰罗尼亚联队和西班牙出賽。他在航空竞技(馬競未正名的前身)擔任教練時曾經奪得兩次西甲冠軍，也曾經擔任西班牙國家隊教練一職。
薩莫拉有El Divino(神)的稱號,他最為人注意的是在賽場上戴布帽以為穿著白色衣領馬球衣來出賽，在後來有很多同時代的守門員複製他的舉行。而他聲稱這是為了保護他免受太陽光線和對方球員的攻擊。薩莫拉也在賽場上展現他那堅毅不屈的意志。在1929年，而西班牙對陣英格蘭的比賽中，他的胸骨被對方球員撞斷，但他在受傷的情况下继续带伤作戰。曼終西班牙以4:3贏得了比賽。而他在受傷後仍堅持上陣的意志力令世人敬仰，讓西班牙成為自英倫三島以外第一支擊敗英格蘭的國家隊。薩莫拉在1936年西班牙共和國總統盃決賽代表皇家馬德里對陣巴塞罗那的比賽中有一個令人難忘的壯觀撲救，而他在比賽最後一分鐘撲出巴薩球員的精彩射門，令銀河艦隊以2:1險勝對手。而目前西班牙球壇每年的年度最佳門將獎項「薩莫拉獎」就是以這位傳奇門將的名字命名的。而因應里卡多·薩莫拉的職業生涯的出色表現，著名足球雜誌《世界足球》也將薩莫拉列入20世紀最偉大的100名足球運動員之一，排名為第七十九名。另外，他曾經是西班牙國家隊上陣最多的球員，該紀錄總共維持45年，直至20世紀60年代被巴斯克球員何塞·安祖·伊里巴尔取代。
薩莫拉在他整個職業生涯中也是具有爭議性的。據稱，薩莫拉個人生活極不檢點，他平日喜歡喝干邑白蘭地和一日吸高達三包香煙。在1920奧林匹克運動會足球比賽他在對陣意大利的比賽中因衝對手而被趕離場，在同一場比賽中回來路上，他因為企圖走私哈瓦那雪茄被逮捕，還因此被監禁和罰款。1922年，在他被禁賽一年的時侯，他向稅務機關謊稱有關合約費用的簽字，他收到當他回到西班牙人 。他由西班牙人轉會皇馬的時侯還獲得了4萬至15萬比塞塔的費用。
薩莫拉明顯的政治忠誠也是一個辯論和爭論的主題。儘管他經常代表加泰罗尼亚联队出賽，但他還是被人指控拒絕加泰羅尼亞民族主義。1934年，他被與他同名的西班牙第二共和國總統尼塞托·阿爾卡拉-薩莫拉頒發共和國勳章，但在西班牙內戰中他被利用了作為民族主義的宣傳員，指他在一個利益博弈的世界中發揮自己的事業。在20世紀50年代，他被獨裁者佛朗哥授予了西斯內羅斯的大十字勳章。

## 俱樂部生涯

### 西班牙人
里卡多·薩莫拉出生於加泰罗尼亚巴塞罗那， 薩莫拉在與西班牙人簽署合同前早在在1916年之前就在Universitari SC開始了他的職業生涯，他當時只是一個大三學生。他在1918年幫助西班牙人贏得了加泰羅尼亞足球錦標賽冠軍，但後來他由於與俱樂部的一名官員發生爭執，於是他在1919年轉會到同城死敵巴塞罗那。之後他在巴薩經歷三個成功的賽季後他於1922年2月2日再次回到西班牙人，他做了在西班牙人的首場西甲比賽。在同一年，他還幫助球隊贏得兩個加泰羅尼亞足球錦標賽和在1929年協助西班牙人奪得第一次西班牙國王杯冠軍。 當時俱樂部由英格蘭人傑克.格林維爾帶領，而隊中擁有俱樂部傳奇里卡多·薩普里沙。在該屆國王盃的四分之一決賽中他們以兩回合計9:3擊敗了該屆西甲冠軍馬德里競技，及後在四強以兩回合計3:1擊敗巴薩。在決賽以2:1擊敗皇家馬德里。薩莫拉總共為西班牙人上場26場，在1930年，他轉會到皇家馬德里。

### 巴塞罗那
1919年和1922年期間薩莫拉所效力的的巴塞罗那是當時的傳奇球隊，教練由傑克.格林維爾擔任，這也包括他的密友荷西普·薩米蒂耶爾，史基巴爾巴，保利尼奧·阿爾坎特拉和費利克斯·塞素馬加。在他效力期間的巴塞羅那奪得無數榮譽，他幫助球隊贏得了加泰羅尼亞足球錦標賽3次，兩次西班牙國王杯。

### 皇家馬德里
1930年，薩莫拉加盟皇家馬德里。他是幾個新來馬德里定居的人士之一，其中就有哈辛托·金科塞斯。在1931-32賽季，他們幫助球隊贏得第一次西甲聯賽冠軍。在下一個賽季薩莫拉和金科塞斯加上荷西普·薩米蒂耶爾組成三人幫，一同協助皇馬衛冕西甲冠軍。 1934年，弗朗西斯科·桑斯接任皇馬主帥，他帶領薩莫拉也兩次奪得國王盃的冠軍(當時稱為共和國總統盃)。在1934年共和國總統盃，他們以2:1擊敗由傑克.格林維爾所帶領的巴倫西亞。在1936年共和國總統盃，這是皇馬和巴塞羅那第一次在盃賽決賽中碰面。儘管皇馬在大部分時間是十人應戰，但最終皇家馬德里還是在馬斯泰拿球場以2:1擊敗巴薩。巴薩在最後一分鐘差點扳平了比分，何塞普·埃斯科里亞的射門稍稍高出，否則這個射門就會破壞薩莫拉壯觀的職業生涯。

## 國家隊生涯

### 西班牙
1920年與何塞普·薩米蒂耶爾，費利克斯·塞素馬加，皮齊齊和何塞·瑪麗亞·貝勞斯特，薩莫拉是西班牙國家隊第一次成立的其中一員。這個陣容由教練弗朗西斯科·桑斯，最終在1920年安特衛普夏季奧林匹克運動會男子足球比賽中獲得銀牌。薩莫拉隨後在西班牙共取得46次正式上陣，也代表國家隊出席1934年世界盃。

### 加泰罗尼亚联队
薩莫拉也代表加泰罗尼亚联队參加13場比賽。然而，這只是那個時代粗略的記錄而不是能夠提供準確的統計數據，因此他可能有比較更多的出場數次。他與巴薩隆納傳奇射手保利尼奧·阿爾坎特拉，史基巴爾巴以及荷西普·薩米蒂耶爾一同協助加泰罗尼亚贏得跨區域的比賽，更在1920年代三次奪得Copa Princep de Asturies這個獎盃。.

## 西班牙內戰
在1936年7月西班牙內戰期間，初期阿貝賽報作出了虛假報導，報導中指出薩莫拉被共和黨人打死了。而國民黨則試圖利用此來作為宣傳。不過實際上薩莫拉是活得很好，並且如傳言般開始流傳着他的死亡，他被共和黨的民兵逮捕，然後關押在莫德洛監獄。與他一起關押的囚犯是拉蒙·塞拉諾·蘇涅爾和拉斐爾·桑切斯。他的生命被典獄長梅爾喬·羅德里格斯·加西亞救了，因為他自己願意和看守踢和聊足球。在薩莫拉最終被釋放後，阿根廷大使館代替他說情。然後，他選擇到法國尼斯，他在那裡與何塞普·薩米蒂耶爾重逢。後來，他回到了西班牙，並於1938年12月8日起在以國民黨士兵的身份代表西班牙國家隊出席對皇家社會的比賽。

## 教練生涯
1939年薩莫拉被任命為马德里竞技教練，當時馬競仍然叫做航空竞技。俱樂部在與全國航空這支西班牙空軍隊伍合併。在薩莫拉作為床單軍團教練時，俱樂部在1939-40年球季贏得了他們第一個西甲聯賽冠軍，並在1940-41年球季再度蟬聯冠軍，194年贏得了他們第一個的西甲聯賽再蟬聯冠軍。1946年他前往塞爾塔擔任教練直至1948–49球季結束為止，他在1947-48球季與著名球員曼努埃尔·帕西诺和曼努埃爾·帕西諾帶領塞爾塔在以及打進1948年大元帥盃決賽。在1952年6月，他短暫地帶領西班牙出戰兩場比賽。他在後來又返回塞爾塔以及前後兩次擔任西班牙人的教練。

## 榮譽

### 球員
西班牙人
- 西班牙國王盃: 1928–29冠軍
- 加泰羅尼亞足球聯賽: 1917–18, 1928–29冠軍

巴塞罗那
- 西班牙國王盃: 1920, 1922冠軍
- 加泰罗尼亚足球聯賽: 1919–20, 1920–21, 1921–22冠軍

皇家馬德里
- 西甲: 1931–32, 1932–33冠軍
- 共和國總統盃: 1934, 1936冠軍

加泰罗尼亚联队
- Copa Princep de Asturies: 1922, 1924, 1926

西班牙
- 奥林匹克运动会: 1920銀牌

### 教練
航空競技
- 西甲: 1939–40, 1940–41

塞爾塔
- 大元帥杯: 1947–48亞軍

## 個人榮譽
- 20世紀五大最佳守門員之一 （页面存档备份，存于）
- 1934年世界盃最佳守門員.[1]

## 外部連結
- BDFutbol球員檔案 （页面存档备份，存于）
- BDFutbol教練檔案 （页面存档备份，存于）
- 里卡多·薩莫拉在 National-Football-Teams.com 上的出场纪录
- 里卡多·薩莫拉 – FIFA國際賽競賽紀錄 (存檔)
- Rsssf ststs （页面存档备份，存于）

Template:西甲薩莫拉獎